# Basófilo
Se denomina basófilo a cualquier estructura de la célula que se tiñe fácilmente con colorantes básicos (hematoxilina principalmente). Por ejemplo, son basófilos el ADN y el ARN. Sin embargo, cuando se emplea este término sin ninguna aclaración adicional, suele referirse a uno de los tipos de leucocitos (glóbulos blancos de la sangre) de la familia de los granulocitos. Estos leucocitos resultan muy visibles en las tinciones básicas por sus núcleos, que se tiñen fuertemente en estas sustancias. Los basófilos conforman el tipo de leucocito menos abundante en la sangre. Tiene núcleo irregular, difícil de ver por la granulación basófila que lo cubre casi siempre. Tamaño semejante al de los segmentados. 
Los basófilos son los responsables del inicio de la respuesta alérgica, según tres estudios que se publican en la edición digital de la revista Nature Immunology.[cita requerida]
En las micrografías electrónicas se ven con claridad un pequeño aparato de Golgi, algunas mitocondrias, un extenso retículo endoplasmático rugoso (RER) y pequeñas inclusiones de glucógeno.[cita requerida]
Los gránulos de los basófilos son gruesos pero escasos. Son células de unos 10 μm de diámetro y su núcleo tiene una forma que recuerda a una S, es lobulado y se divide de 1 a 3 lóbulos. Se originan en el mismo lugar que el resto de los granulocitos (médula ósea), y son los menos numerosos, ya que constituyen solo el 0,5 % del total. Son muy parecidos a los mastocitos o células cebadas, pero no son el mismo tipo celular ni se diferencian de ellos.
Tienen una activa participación en la respuesta inmunitaria, a través de la liberación de histamina, serotonina en bajas concentraciones, y otras sustancias químicas.
Tiene gránulos de dos clases:
- Gránulos azurófilos o primarios: Contienen lisosomas, que a su vez estos contienen hidrolasas ácidas.
- Gránulos específicos o secundarios: contienen histamina (vasodilatador), heparán sulfato (vasodilatador), heparina (anticoagulante) y leucotrienos (hacen contraer el músculo liso de las vías aéreas).

Los basófilos además de poseer gránulos en su interior, poseen receptores de IgE (inmunoglobulina E), aquella inmunoglobulina relacionada con las alergias. Por eso el basófilo participa en la respuesta inflamatoria.

## Funciones
Se han caracterizado funciones de los basófilos en mamíferos, tanto en el mantenimiento de la homeostasis y como en diversas patologías alérgicas, cuales se detallan a continuación:

### Salud

#### Enfermedad por coronavirus
Se ha involucrado a los basófilos en el pronóstico de la COVID-19. Se encontró en múltiples estudios observacionales la constante de que un bajo número de basófilos circulantes en la admisión del paciente correlaciona con un desenlace severo en la enfermedad ocasionada por el SARS-CoV-2.

### Homeostasis

#### Interacción con la microbiota
Como se ha mencionado, los basófilos tienen un papel protagónico en las reacciones alérgicas. Sin embargo, se ha demostrado que las bacterias comensales de la microbiota intestinal regulan a la baja a los basófilos al reducir su proliferación y su respuesta inflamatoria alérgica. Las bacterias comensales afectan la hematopoyesis, limitando la expansión de los precursores de basófilos en la médula ósea y modulando su función en las respuestas inmunitarias de tipo 2 al exponerlos a menos IgE.
El mecanismo de este efecto está mediado en gran parte por la proteína MyD88, intermediaria en varias rutas de señalización. El alza en la expresión y señalización de MyD88 en las células B restringe la producción de IgE, un isotipo de anticuerpo que se une a su receptor de fracción cristalizable (FcΕ) en los basófilos.Por otro lado, los basófilos se activan directamente mediante MyD88 ya que cuentan con el receptor tipo Toll 4 (TLR4), que reconoce el LPS de las bacterias, ayudando a regular su activación en presencia de bacterias comensales.
Este campo de estudio continúa en crecimiento debido a que se han encontrado alteraciones en la microbiota intestinal que están asociadas con enfermedades como el cáncer, los trastornos autoinmunes y las infecciones recurrentes. Las investigaciones futuras sobre la microbiota y su colaboración en el mantenimiento del equilibrio entre la respuesta tipo 1 y tipo 2 serán de gran ayuda en abrir nuevas vías terapéuticas para el tratamiento de estas afecciones.

## Galería

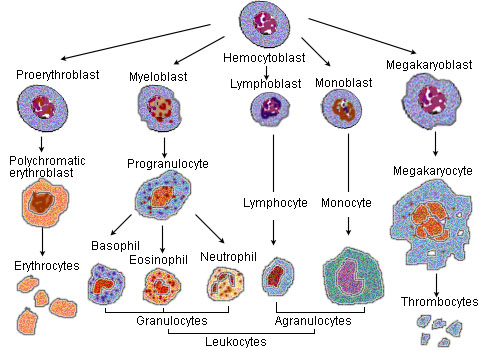
Linaje de células sanguíneas.
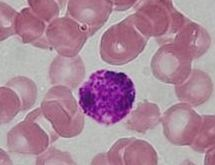
Tinción alternativa de un basófilo.
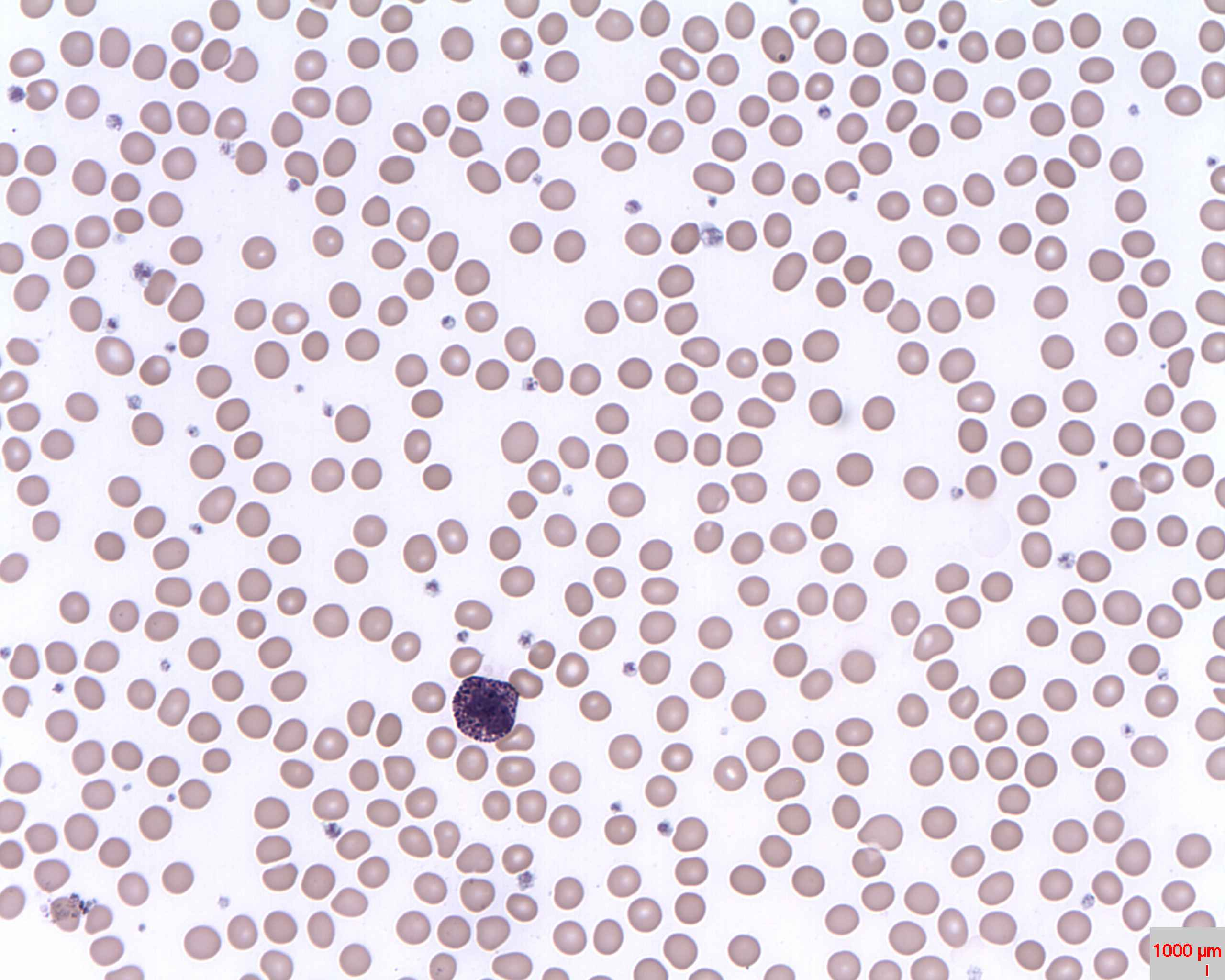
Un basófilo.
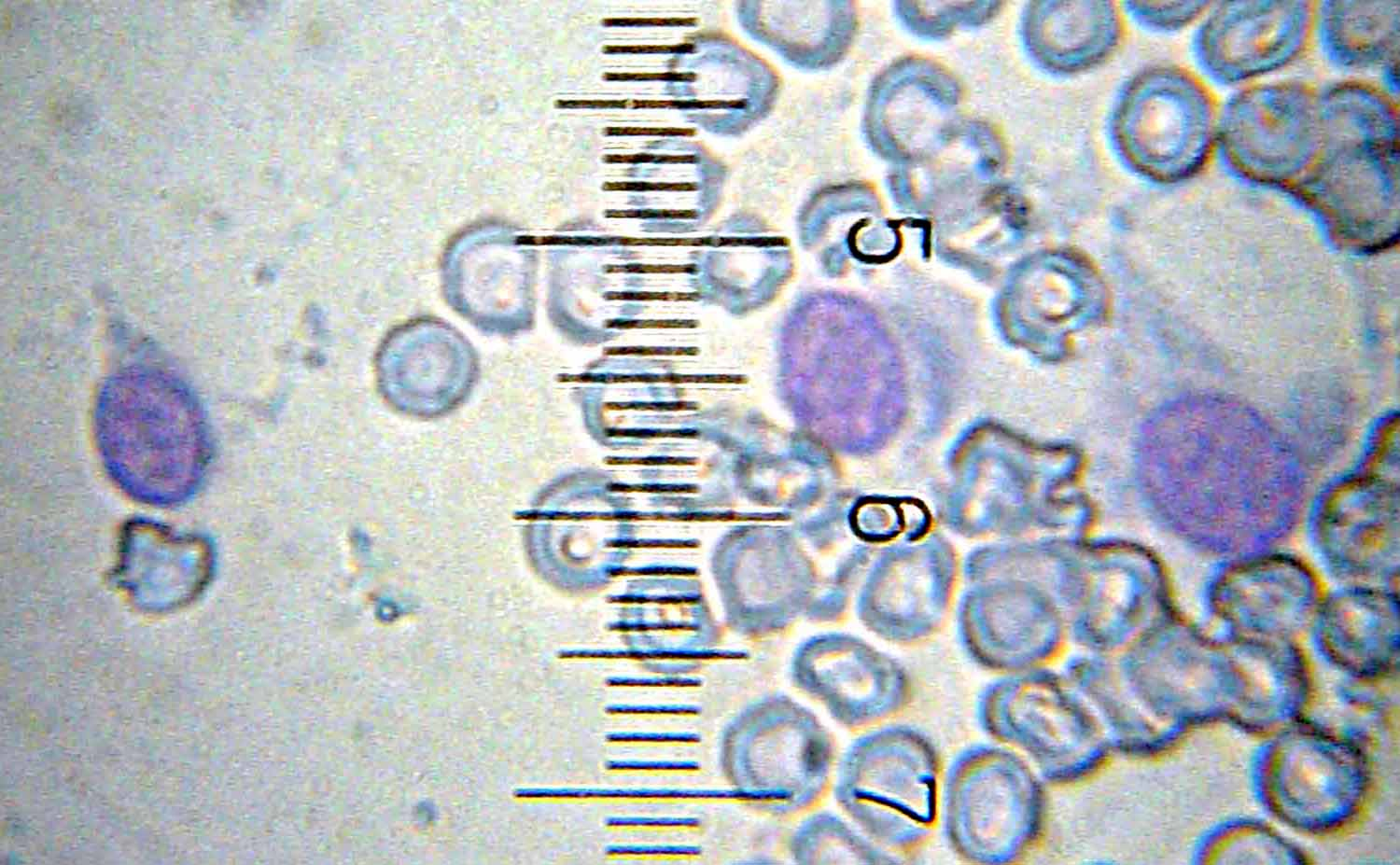
Tres basófilos.
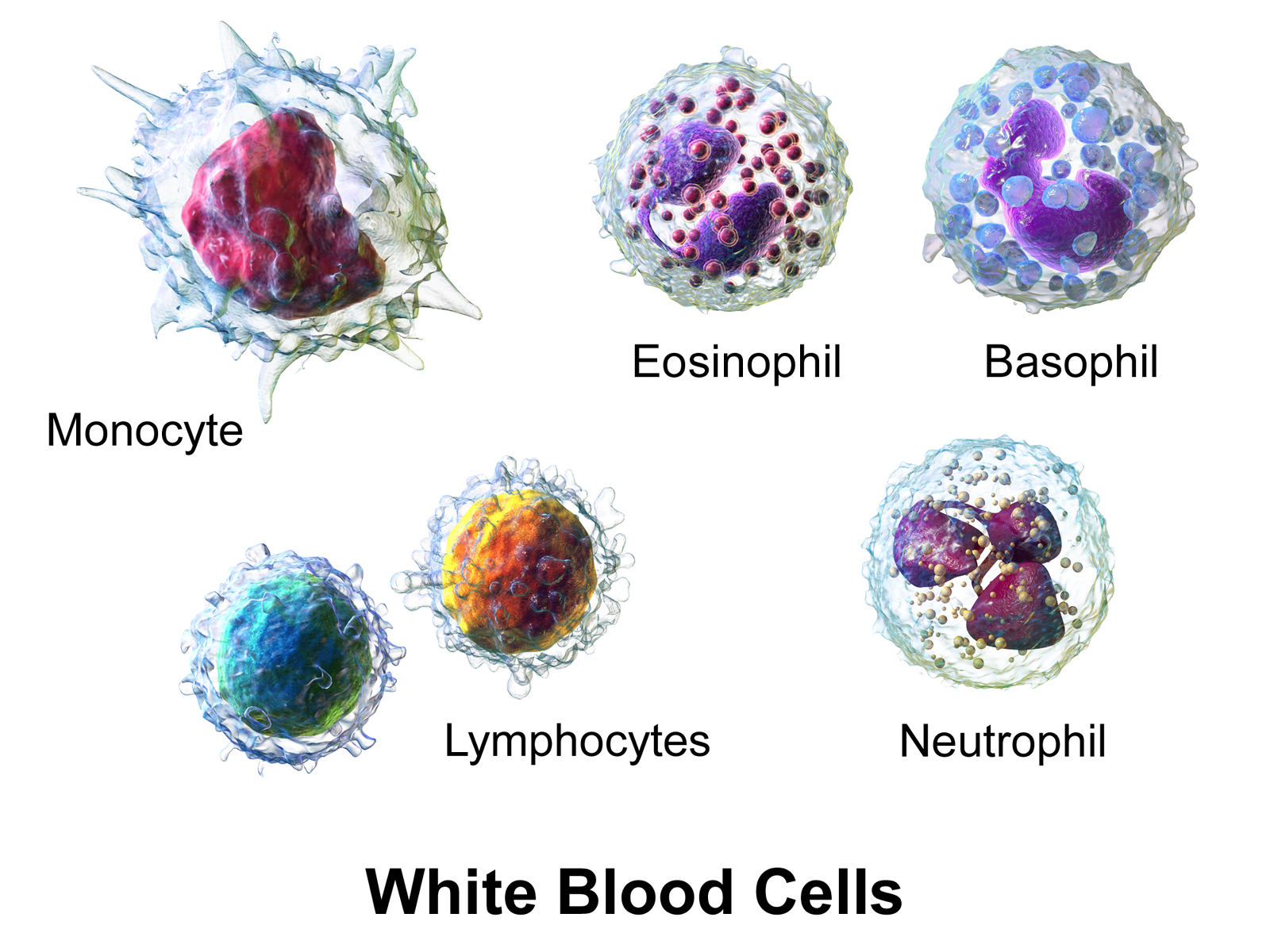
Representación 3D de varios tipos de glóbulos blancos.